# Fanny Cerrito
Francesca "Fanny" Teresa Giuseppa Raffaella Cerrito (Napels, 11 mei 1817 - Parijs, 6 mei 1909) was een Italiaanse balletdanser die zich in de 19e eeuw zich ook wist te onderscheiden als choreograaf.

## Biografie
Fanny Cerrito werd op 11 mei 1817 in Napels geboren als de dochter van de Napolitaanse officier Raffaele Cerrito en Marianne D'Alife. Het danstalent van haar werd door haar moeder opgemerkt en ze verkreeg haar opleiding aan de dansschool van de Teatro San Carlo. Hier kreeg ze les van Salvatore Taglioni, de oom van Marie Taglioni. Cerrito had moeite met het leren van de ballettechnieken vanwege haar extraverte karakter. Op 28 juli 1832 maakte ze op vijftienjarige leeftijd haar debuut in het Teatro del Fondo in een productie van Giovanni Galzerani. Hierbij wist ze meteen succes te boeken.
Na haar debuut danste ze ook in Rome en Florence. In 1834/35 keerde Cerrito terug naar Napels en speelde ze naast Carlotta Grisi in "Amore et Psyche". In 1836 werd ze uitgenodigd om te komen dansen in het Kärntnertortheater in Wenen. Hier debuteerde ze in het ballet van de opera Mosè in Egitto van Gioachino Rossini. Hier werd Cerrito ook een rivale van de Oostenrijkse balletdanser Fanny Elssler. Francesca Cerrito verkreeg hier haar bijnaam "Fanny" die ze adopteerde als haar podiumnaam.
In 1840 werd Cerrito balletdanser in het Londense Her Majesty's Theatre. Ze verhuisde met haar hele familie naar Engeland en aldaar begon ze ook aan haar werk als choreograaf. In 1845 verkreeg ze voor dit werk lof voor het stuk Rosida. Tijdens haar Londense jaren trouwde ze ook met de Franse danser Arthur Saint-Leon. Na haar jaren in Londen kreeg ze een uitnodiging om te komen dansen voor de Opéra national de Paris waar ze tot 1854 zou blijven dansen. Haar relatie met Saint-Leon was van korte duur en in 1851 scheidde ze van hem.
Cerrito ging in 1857 als danseres met pensioen om voor haar dochter te zorgen. Haar dochter was het kind dat ze had gekregen uit haar verhouding met de Spaanse edelman Manuel Antonio de Acuña-de Witte di Bedmar. Op 6 mei 1909 overleed de inmiddels blind geworden Cerrito in Parijs.